# Ngao Hán
Ngao Hán (chữ Hán giản thể:敖汉旗, bính âm:, Áohàn Qi) là một kỳ thuộc Khu tự trị Nội Mông, Trung Quốc. Kỳ này có diện tích 8.294 km², dân số 580.000 người. Mã số bưu chính của Aohan là 024300. Chính quyền kỳ đóng ở trấn Tân Huệ. Về mặt hành chính, kỳ này được chia thành 6 trấn, 1 tô mộc và 23 hương.
- Trấn: Tân Huệ, Tứ Đạo Loan Tử, Hạ Oa, Kim Hán Câu Lương, Tứ Gia Tử, Bá Tử Phủ.
- Tô Mộc: Ngao Nhuận Tô Mạc

## Khí hậu
| Dữ liệu khí hậu của Ngao Hán, elevation 579 m (1.900 ft), (1991–2020 normals, extremes 1981–2010) | Dữ liệu khí hậu của Ngao Hán, elevation 579 m (1.900 ft), (1991–2020 normals, extremes 1981–2010) | Dữ liệu khí hậu của Ngao Hán, elevation 579 m (1.900 ft), (1991–2020 normals, extremes 1981–2010) | Dữ liệu khí hậu của Ngao Hán, elevation 579 m (1.900 ft), (1991–2020 normals, extremes 1981–2010) | Dữ liệu khí hậu của Ngao Hán, elevation 579 m (1.900 ft), (1991–2020 normals, extremes 1981–2010) | Dữ liệu khí hậu của Ngao Hán, elevation 579 m (1.900 ft), (1991–2020 normals, extremes 1981–2010) | Dữ liệu khí hậu của Ngao Hán, elevation 579 m (1.900 ft), (1991–2020 normals, extremes 1981–2010) | Dữ liệu khí hậu của Ngao Hán, elevation 579 m (1.900 ft), (1991–2020 normals, extremes 1981–2010) | Dữ liệu khí hậu của Ngao Hán, elevation 579 m (1.900 ft), (1991–2020 normals, extremes 1981–2010) | Dữ liệu khí hậu của Ngao Hán, elevation 579 m (1.900 ft), (1991–2020 normals, extremes 1981–2010) | Dữ liệu khí hậu của Ngao Hán, elevation 579 m (1.900 ft), (1991–2020 normals, extremes 1981–2010) | Dữ liệu khí hậu của Ngao Hán, elevation 579 m (1.900 ft), (1991–2020 normals, extremes 1981–2010) | Dữ liệu khí hậu của Ngao Hán, elevation 579 m (1.900 ft), (1991–2020 normals, extremes 1981–2010) | Dữ liệu khí hậu của Ngao Hán, elevation 579 m (1.900 ft), (1991–2020 normals, extremes 1981–2010) |
| Tháng                                                                                             | 1                                                                                                 | 2                                                                                                 | 3                                                                                                 | 4                                                                                                 | 5                                                                                                 | 6                                                                                                 | 7                                                                                                 | 8                                                                                                 | 9                                                                                                 | 10                                                                                                | 11                                                                                                | 12                                                                                                | Năm                                                                                               |
| ------------------------------------------------------------------------------------------------- | ------------------------------------------------------------------------------------------------- | ------------------------------------------------------------------------------------------------- | ------------------------------------------------------------------------------------------------- | ------------------------------------------------------------------------------------------------- | ------------------------------------------------------------------------------------------------- | ------------------------------------------------------------------------------------------------- | ------------------------------------------------------------------------------------------------- | ------------------------------------------------------------------------------------------------- | ------------------------------------------------------------------------------------------------- | ------------------------------------------------------------------------------------------------- | ------------------------------------------------------------------------------------------------- | ------------------------------------------------------------------------------------------------- | ------------------------------------------------------------------------------------------------- |
| Cao kỉ lục °C (°F)                                                                                | 10.2 (50.4)                                                                                       | 19.7 (67.5)                                                                                       | 26.9 (80.4)                                                                                       | 32.0 (89.6)                                                                                       | 37.6 (99.7)                                                                                       | 38.9 (102.0)                                                                                      | 41.7 (107.1)                                                                                      | 37.5 (99.5)                                                                                       | 35.0 (95.0)                                                                                       | 28.5 (83.3)                                                                                       | 21.9 (71.4)                                                                                       | 14.4 (57.9)                                                                                       | 41.7 (107.1)                                                                                      |
| Trung bình ngày tối đa °C (°F)                                                                    | −4.6 (23.7)                                                                                       | −0.3 (31.5)                                                                                       | 6.9 (44.4)                                                                                        | 16.0 (60.8)                                                                                       | 23.1 (73.6)                                                                                       | 27.1 (80.8)                                                                                       | 28.9 (84.0)                                                                                       | 27.6 (81.7)                                                                                       | 23.1 (73.6)                                                                                       | 14.9 (58.8)                                                                                       | 4.3 (39.7)                                                                                        | −2.9 (26.8)                                                                                       | 13.7 (56.6)                                                                                       |
| Trung bình ngày °C (°F)                                                                           | −11.7 (10.9)                                                                                      | −7.6 (18.3)                                                                                       | −0.1 (31.8)                                                                                       | 9.1 (48.4)                                                                                        | 16.5 (61.7)                                                                                       | 21.0 (69.8)                                                                                       | 23.3 (73.9)                                                                                       | 21.6 (70.9)                                                                                       | 16.1 (61.0)                                                                                       | 8.0 (46.4)                                                                                        | −2.0 (28.4)                                                                                       | −9.5 (14.9)                                                                                       | 7.1 (44.7)                                                                                        |
| Tối thiểu trung bình ngày °C (°F)                                                                 | −17.4 (0.7)                                                                                       | −13.9 (7.0)                                                                                       | −6.8 (19.8)                                                                                       | 2.3 (36.1)                                                                                        | 9.7 (49.5)                                                                                        | 15.1 (59.2)                                                                                       | 18.2 (64.8)                                                                                       | 16.2 (61.2)                                                                                       | 9.6 (49.3)                                                                                        | 1.9 (35.4)                                                                                        | −7.6 (18.3)                                                                                       | −15 (5)                                                                                           | 1.0 (33.9)                                                                                        |
| Thấp kỉ lục °C (°F)                                                                               | −28.8 (−19.8)                                                                                     | −28.3 (−18.9)                                                                                     | −21.9 (−7.4)                                                                                      | −10.7 (12.7)                                                                                      | −2.5 (27.5)                                                                                       | 3.0 (37.4)                                                                                        | 9.4 (48.9)                                                                                        | 5.3 (41.5)                                                                                        | −2.6 (27.3)                                                                                       | −11.2 (11.8)                                                                                      | −23.9 (−11.0)                                                                                     | −27.3 (−17.1)                                                                                     | −28.8 (−19.8)                                                                                     |
| Lượng Giáng thủy trung bình mm (inches)                                                           | 1.5 (0.06)                                                                                        | 2.8 (0.11)                                                                                        | 7.7 (0.30)                                                                                        | 18.2 (0.72)                                                                                       | 43.2 (1.70)                                                                                       | 76.7 (3.02)                                                                                       | 111.1 (4.37)                                                                                      | 76.9 (3.03)                                                                                       | 35.2 (1.39)                                                                                       | 20.1 (0.79)                                                                                       | 9.0 (0.35)                                                                                        | 2.1 (0.08)                                                                                        | 404.5 (15.92)                                                                                     |
| Số ngày giáng thủy trung bình (≥ 0.1 mm)                                                          | 2.0                                                                                               | 2.1                                                                                               | 3.8                                                                                               | 5.4                                                                                               | 8.7                                                                                               | 12.6                                                                                              | 12.0                                                                                              | 10.1                                                                                              | 7.0                                                                                               | 5.0                                                                                               | 3.3                                                                                               | 2.5                                                                                               | 74.5                                                                                              |
| Số ngày tuyết rơi trung bình                                                                      | 2.8                                                                                               | 3.1                                                                                               | 4.1                                                                                               | 2.1                                                                                               | 0.1                                                                                               | 0                                                                                                 | 0                                                                                                 | 0                                                                                                 | 0                                                                                                 | 1.7                                                                                               | 3.9                                                                                               | 3.4                                                                                               | 21.2                                                                                              |
| Độ ẩm tương đối trung bình (%)                                                                    | 48                                                                                                | 42                                                                                                | 39                                                                                                | 38                                                                                                | 43                                                                                                | 57                                                                                                | 69                                                                                                | 70                                                                                                | 59                                                                                                | 50                                                                                                | 49                                                                                                | 49                                                                                                | 51                                                                                                |
| Số giờ nắng trung bình tháng                                                                      | 219.5                                                                                             | 220.5                                                                                             | 263.4                                                                                             | 257.1                                                                                             | 289.3                                                                                             | 268.1                                                                                             | 266.5                                                                                             | 273.9                                                                                             | 260.7                                                                                             | 246.7                                                                                             | 203.0                                                                                             | 202.2                                                                                             | 2.970,9                                                                                           |
| Phần trăm nắng có thể                                                                             | 75                                                                                                | 73                                                                                                | 71                                                                                                | 64                                                                                                | 64                                                                                                | 59                                                                                                | 58                                                                                                | 64                                                                                                | 71                                                                                                | 73                                                                                                | 70                                                                                                | 72                                                                                                | 68                                                                                                |
| Nguồn: China Meteorological Administration                                                        |                                                                                                   |                                                                                                   |                                                                                                   |                                                                                                   |                                                                                                   |                                                                                                   |                                                                                                   |                                                                                                   |                                                                                                   |                                                                                                   |                                                                                                   |                                                                                                   |                                                                                                   |

| Dữ liệu khí hậu của trấn Hưng Long Oa, elevation 401 m (1.316 ft), (1991–2020 normals) | Dữ liệu khí hậu của trấn Hưng Long Oa, elevation 401 m (1.316 ft), (1991–2020 normals) | Dữ liệu khí hậu của trấn Hưng Long Oa, elevation 401 m (1.316 ft), (1991–2020 normals) | Dữ liệu khí hậu của trấn Hưng Long Oa, elevation 401 m (1.316 ft), (1991–2020 normals) | Dữ liệu khí hậu của trấn Hưng Long Oa, elevation 401 m (1.316 ft), (1991–2020 normals) | Dữ liệu khí hậu của trấn Hưng Long Oa, elevation 401 m (1.316 ft), (1991–2020 normals) | Dữ liệu khí hậu của trấn Hưng Long Oa, elevation 401 m (1.316 ft), (1991–2020 normals) | Dữ liệu khí hậu của trấn Hưng Long Oa, elevation 401 m (1.316 ft), (1991–2020 normals) | Dữ liệu khí hậu của trấn Hưng Long Oa, elevation 401 m (1.316 ft), (1991–2020 normals) | Dữ liệu khí hậu của trấn Hưng Long Oa, elevation 401 m (1.316 ft), (1991–2020 normals) | Dữ liệu khí hậu của trấn Hưng Long Oa, elevation 401 m (1.316 ft), (1991–2020 normals) | Dữ liệu khí hậu của trấn Hưng Long Oa, elevation 401 m (1.316 ft), (1991–2020 normals) | Dữ liệu khí hậu của trấn Hưng Long Oa, elevation 401 m (1.316 ft), (1991–2020 normals) | Dữ liệu khí hậu của trấn Hưng Long Oa, elevation 401 m (1.316 ft), (1991–2020 normals) |
| Tháng                                                                                  | 1                                                                                      | 2                                                                                      | 3                                                                                      | 4                                                                                      | 5                                                                                      | 6                                                                                      | 7                                                                                      | 8                                                                                      | 9                                                                                      | 10                                                                                     | 11                                                                                     | 12                                                                                     | Năm                                                                                    |
| -------------------------------------------------------------------------------------- | -------------------------------------------------------------------------------------- | -------------------------------------------------------------------------------------- | -------------------------------------------------------------------------------------- | -------------------------------------------------------------------------------------- | -------------------------------------------------------------------------------------- | -------------------------------------------------------------------------------------- | -------------------------------------------------------------------------------------- | -------------------------------------------------------------------------------------- | -------------------------------------------------------------------------------------- | -------------------------------------------------------------------------------------- | -------------------------------------------------------------------------------------- | -------------------------------------------------------------------------------------- | -------------------------------------------------------------------------------------- |
| Trung bình ngày tối đa °C (°F)                                                         | −4.4 (24.1)                                                                            | 0.1 (32.2)                                                                             | 7.4 (45.3)                                                                             | 16.6 (61.9)                                                                            | 23.7 (74.7)                                                                            | 27.4 (81.3)                                                                            | 29.0 (84.2)                                                                            | 27.9 (82.2)                                                                            | 23.6 (74.5)                                                                            | 15.6 (60.1)                                                                            | 4.9 (40.8)                                                                             | −2.7 (27.1)                                                                            | 14.1 (57.4)                                                                            |
| Trung bình ngày °C (°F)                                                                | −10.8 (12.6)                                                                           | −6.8 (19.8)                                                                            | 0.6 (33.1)                                                                             | 9.9 (49.8)                                                                             | 17.1 (62.8)                                                                            | 21.5 (70.7)                                                                            | 23.7 (74.7)                                                                            | 22.1 (71.8)                                                                            | 16.5 (61.7)                                                                            | 8.4 (47.1)                                                                             | −1.6 (29.1)                                                                            | −8.9 (16.0)                                                                            | 7.6 (45.8)                                                                             |
| Tối thiểu trung bình ngày °C (°F)                                                      | −15.9 (3.4)                                                                            | −12.5 (9.5)                                                                            | −5.8 (21.6)                                                                            | 3.0 (37.4)                                                                             | 10.1 (50.2)                                                                            | 15.5 (59.9)                                                                            | 18.9 (66.0)                                                                            | 16.8 (62.2)                                                                            | 9.8 (49.6)                                                                             | 2.0 (35.6)                                                                             | −7.1 (19.2)                                                                            | −13.9 (7.0)                                                                            | 1.7 (35.1)                                                                             |
| Lượng Giáng thủy trung bình mm (inches)                                                | 1.3 (0.05)                                                                             | 2.0 (0.08)                                                                             | 5.9 (0.23)                                                                             | 16.0 (0.63)                                                                            | 41.9 (1.65)                                                                            | 84.5 (3.33)                                                                            | 113.1 (4.45)                                                                           | 78.1 (3.07)                                                                            | 33.2 (1.31)                                                                            | 17.1 (0.67)                                                                            | 7.2 (0.28)                                                                             | 1.7 (0.07)                                                                             | 402 (15.82)                                                                            |
| Số ngày giáng thủy trung bình (≥ 0.1 mm)                                               | 1.8                                                                                    | 2.0                                                                                    | 2.9                                                                                    | 4.7                                                                                    | 8.1                                                                                    | 11.2                                                                                   | 11.7                                                                                   | 10.0                                                                                   | 6.1                                                                                    | 4.0                                                                                    | 3.0                                                                                    | 2.0                                                                                    | 67.5                                                                                   |
| Số ngày tuyết rơi trung bình                                                           | 2.7                                                                                    | 2.9                                                                                    | 3.6                                                                                    | 1.9                                                                                    | 0.1                                                                                    | 0                                                                                      | 0                                                                                      | 0                                                                                      | 0                                                                                      | 1.1                                                                                    | 3.4                                                                                    | 3.0                                                                                    | 18.7                                                                                   |
| Độ ẩm tương đối trung bình (%)                                                         | 43                                                                                     | 38                                                                                     | 36                                                                                     | 35                                                                                     | 42                                                                                     | 59                                                                                     | 72                                                                                     | 72                                                                                     | 61                                                                                     | 51                                                                                     | 47                                                                                     | 47                                                                                     | 50                                                                                     |
| Số giờ nắng trung bình tháng                                                           | 216.5                                                                                  | 218.2                                                                                  | 262.8                                                                                  | 258.4                                                                                  | 286.1                                                                                  | 261.2                                                                                  | 250.9                                                                                  | 259.9                                                                                  | 256.6                                                                                  | 243.6                                                                                  | 199.9                                                                                  | 202.8                                                                                  | 2.916,9                                                                                |
| Phần trăm nắng có thể                                                                  | 74                                                                                     | 73                                                                                     | 71                                                                                     | 64                                                                                     | 63                                                                                     | 57                                                                                     | 55                                                                                     | 61                                                                                     | 69                                                                                     | 72                                                                                     | 69                                                                                     | 72                                                                                     | 67                                                                                     |
| Nguồn: China Meteorological Administration                                             |                                                                                        |                                                                                        |                                                                                        |                                                                                        |                                                                                        |                                                                                        |                                                                                        |                                                                                        |                                                                                        |                                                                                        |                                                                                        |                                                                                        |                                                                                        |